# Jason Biggs

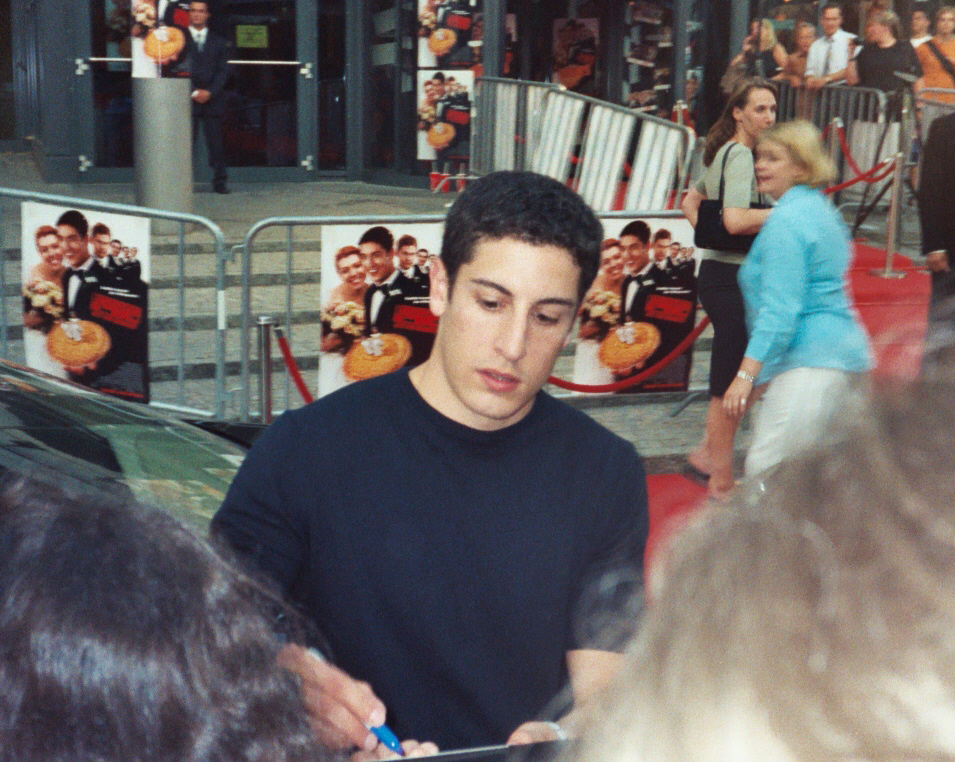
Jason Biggs vid premiären av American Pie – The Wedding i Tyskland 2003.

Jason Matthew Biggs, född 12 maj 1978 i Pompton Plains i Morris County i New Jersey, är en amerikansk skådespelare som är mest känd för sin roll som Jim i American Pie-filmerna.
Hans familj har italienskt och engelskt ursprung.
År 2008 gifte sig Biggs med Jenny Mollen. Paret har två söner tillsammans.

## Filmografi
- 1991 – The Boy who Cried Bitch
- 1991 – Drexell's Class (TV-serie)
- 1994 – As the World Turns (TV-serie)
- 1997 – Camp Stories (TV-serie)
- 1999 – American Pie
- 2000 – Boys and Girls
- 2000 – Loser
- 2000 – Saving Silverman
- 2001 – American Pie 2
- 2001 – Jay and Silent Bob Strike Back
- 2001 – Prozac Nation
- 2003 – American Pie – The Wedding
- 2003 – Anything Else
- 2004 – Another Cover
- 2004 – Jersey Girl
- 2006 – Eight Below
- 2006 – Guy X
- 2006 – Blowin' Up (TV-serie)
- 2007 – Wedding Daze
- 2008 – Over Her Dead Body
- 2008 – My Best Friend's Girl
- 2009 – Kidnapping Caitlynn
- 2010 – The Third Rule
- 2011 – Grassroots
- 2011 – Mad Love
- 2011 - The Good wife (TV-serie, gästroll)
- 2012 – American Reunion
- 2013–2019 – Orange Is the New Black (TV-serie)